# Stowarzyszenie Pisarzy Polskich
Stowarzyszenie Pisarzy Polskich – polskie stowarzyszenie zrzeszające pisarzy.
Nawiązuje w swojej intencji do tradycji Związku Zawodowego Literatów Polskich, powstałego w 1920 z inicjatywy Stefana Żeromskiego, a także do działań środowisk literackich w kraju i za granicą, podejmowanych w obronie godności i suwerenności literatury narodowej, praw ludzkich i swobody tworzenia.

## Historia

### Powstanie
Powstanie SPP w Warszawie w 1989 było możliwe dzięki przemianom historyczno-społecznym w Polsce. Do utworzonej w 1984 roku nielegalnej organizacji przystąpiła większość najwybitniejszych pisarzy, byłych członków ZLP, którzy – po rozwiązaniu przez władze w stanie wojennym w 1983 Związku Literatów Polskich – nie zdecydowali się wstąpić do reaktywowanej wkrótce potem organizacji pisarskiej pod tą samą nazwą, nie chcąc w ten sposób firmować działania władz PRL. Statut SPP głosi, że instytucję tę „tworzyli pisarze podtrzymujący niezależne życie literackie i kulturalne w stanie wojennym i po bezprawnym rozwiązaniu Związku Literatów Polskich w 1983 roku”.
Rejestracja SPP nastąpiła w 1989 roku, a oficjalny założycielski zjazd Stowarzyszenia odbył się w Warszawie 31 maja 1989. Wybrano wówczas Zarząd Główny (z Janem Józefem Szczepańskim jako prezesem), w składzie niemal identycznym jak Związku Literatów Polskich przed rozwiązaniem. Większość niezrzeszonych pisarzy z Polski i przebywających na emigracji, zgłosiła akces w szeregi Stowarzyszenia. Legitymację nr 1 otrzymał Czesław Miłosz.

### Współpraca z Instytutem Literatury
W 2020 r. władze SPP podpisały porozumienie o finansowaniu serii wydawniczej SPP ze środków Instytutu Literatury, powołanym w 2019 r. przez Ministra Kultury i Dziedzictwa Narodowego. W proteście trzydziestu pisarzy wystąpiło ze Stowarzyszenia.

## Oddziały
W styczniu 2024 stowarzyszenie posiadało jedenaście oddziałów – w Bydgoszczy, Gdańsku, Katowicach, Krakowie, Lublinie, Łodzi, Olsztynie, Poznaniu, Szczecinie, Warszawie i Wrocławiu.

## Władze
Władzami naczelnymi Stowarzyszenia są: Zjazd Delegatów, Zarząd Główny, Główna Komisja Rewizyjna, Główny Sąd Koleżeński. Najwyższą władzą Stowarzyszenia Pisarzy Polskich jest Zjazd Delegatów. Władze Stowarzyszenia wybierane są na 3-letnią kadencję właśnie podczas zjazdów SPP (ostatni odbył się w dniach 10–11 czerwca 2017).
Do zadań i kompetencji Zarządu Głównego należy reprezentowanie Stowarzyszenia i koordynowanie jego działalności, a także w szczególności: ochrona moralnych i materialnych interesów pisarzy, wykonywanie uchwał Walnego Zjazdu Delegatów, określenie kompetencji Prezydium Zarządu Głównego oraz czuwanie nad tokiem ogólnych spraw organizacyjnych, kierowanie sprawami gospodarczymi Stowarzyszenia, wspieranie finansowe oddziałów i klubów, przyjmowanie i skreślanie członków w trybie przewidzianym statutem, zwoływanie Zjazdu Delegatów i składanie sprawozdania ze swojej działalności. Zarząd Główny jest uprawniony do dokonywania czynności prawnych w imieniu Stowarzyszenia.
Dotychczasowi prezesi Stowarzyszenia Pisarzy Polskich:
- Jan Józef Szczepański (1989–1990),
- Andrzej Braun (1990–1993),
- Ludmiła Marjańska (1993–1996),
- Marian Grześczak (1996–1999),
- Janusz Odrowąż-Pieniążek (1999–2002),
- Piotr Wojciechowski (2002–2005),
- Janusz Krasiński (2005–2008),
- Sergiusz Sterna-Wachowiak (2008–2017),
- Anna Nasiłowska (od 2017)

Prezesi honorowi:
- Jan Józef Szczepański (1990–2003),
- Janusz Krasiński (2008–2012),
- Julia Hartwig (2014–2017).

## Siedziba
Siedziba Stowarzyszenia mieści się w Domu Literatury, przy ul. Krakowskie Przedmieście 87/89 (I piętro), niedaleko Placu Zamkowego w Warszawie, w Kamienicy Leszczyńskich – wzniesionej ok. 1660 r. dla lekarza królewskiego Jana Pastoriusa, od 1666 r. stanowiącej własność prymasa Mikołaja Prażmowskiego, przebudowanej w XVIII wieku dla rodziny Leszczyńskich (projekt: Jakub Fontana), spalonej w 1939 r. a odbudowanej w latach 1948–1949; najbardziej ekspresyjnej fasady rokokowej w Warszawie.

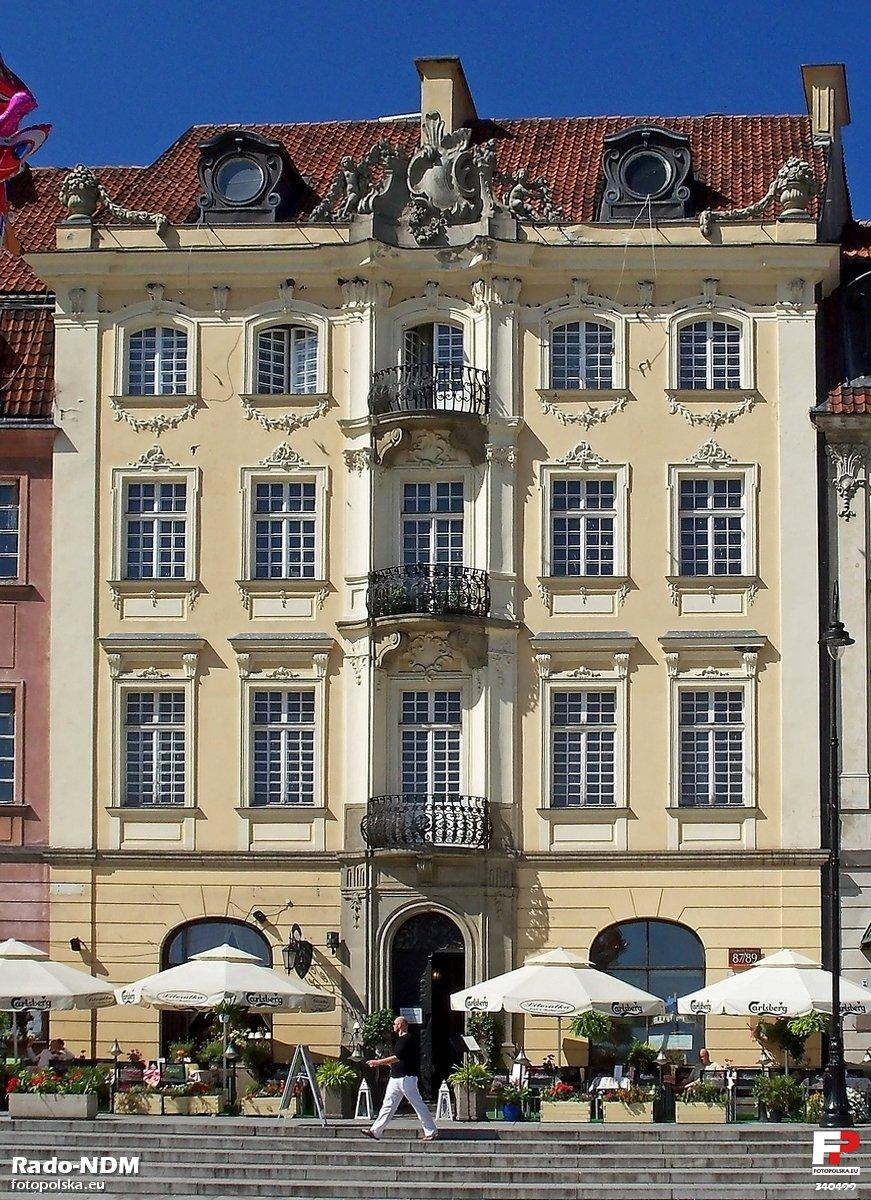
Dom Literatury, siedziba Stowarzyszenia Pisarzy Polskich, Warszawa, 9 sierpnia 2006
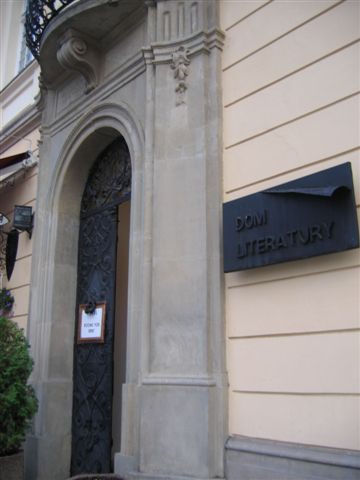
Dom Literatury, ul. Krakowskie Przedmieście 87/89, Warszawa
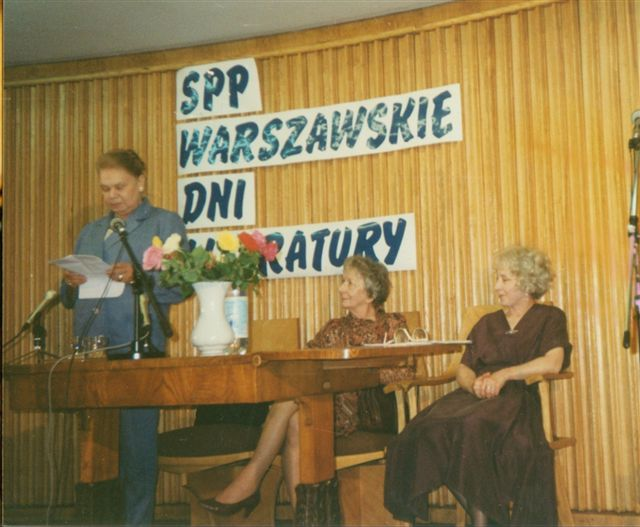
Julia Hartwig, Wisława Szymborska i Anna Polony na jednym ze spotkań organizowanych przez SPP, Warszawa, 8 maja 1993
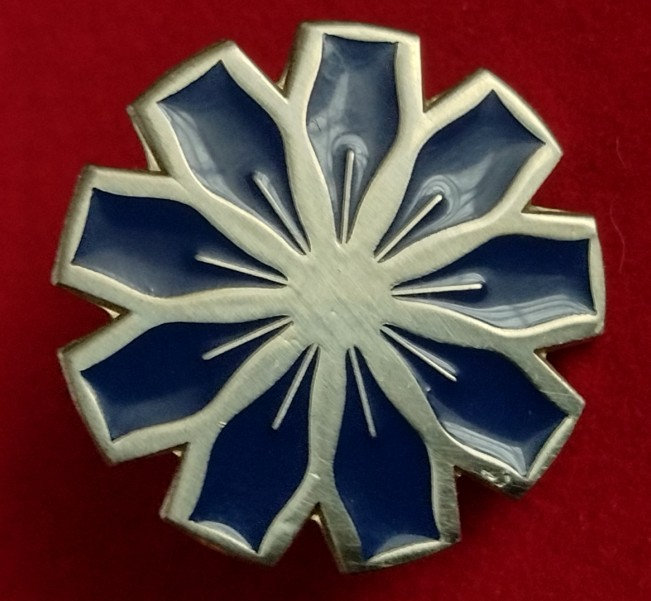
Odznaka Honorowa Stowarzyszenia Pisarzy Polskich